# Argelia en los Juegos Olímpicos de Los Ángeles 1984
Argelia estuvo representada en los Juegos Olímpicos de Los Ángeles 1984 por un total de 33 deportistas masculinos que compitieron en 4 deportes.
El portador de la bandera en la ceremonia de apertura fue el jugador de balonmano Abdelkrim Bendyemil.

## Medallistas
El equipo olímpico argelino obtuvo las siguientes medallas:
| Nombre        | Deporte | Competición |
| ------------- | ------- | ----------- |
| Oro           |         |             |
| —             |         |             |
| Plata         |         |             |
| —             |         |             |
| Bronce        |         |             |
| Mustapha Musa | Boxeo   | 81 kg M     |
| Mohamed Zaui  | Boxeo   | 75 kg M     |